# Spriggan (manga)
Spriggan (スプリガン?, Supurigan) è un manga scritto da Hiroshi Takashige e disegnato da Ryōji Minagawa. È stato pubblicato da Shōgakukan sulle riviste Weekly Shōnen Sunday e Shōnen Sunday Super dal 1989 al 1996, e in seguito raccolto in undici volumi tankōbon.
Dal manga è stato tratto un film anime, Spriggan, nel 1998 e un videogioco per PlayStation. 
Nel giugno 2022 è stato distribuito su Netflix un reboot original net anime realizzato da David Production.

## Trama
Un'antica civiltà, nota per la sua tecnologia avanzata, un tempo governava la Terra, ma alla fine fu distrutta a causa del suo uso improprio. Lasciarono alle generazioni successive dei messaggi sotto forma di lastre indistruttibili scritte in ebraico antico, informandole che se non fossero riuscite a trovare un buon uso per le loro creazioni, queste avrebbero dovuto essere distrutte.
Vari paramilitari, eserciti nazionali e forze armate private cominciarono a cercare segretamente questi "misteriosi artefatti" da usare per il proprio bene e contro i nemici. La Corporazione ARCAM e il suo braccio militare, l'Esercito Privato ARCAM, hanno l'obiettivo di impedire a queste forze di distruggersi con i loro agenti segreti d'élite conosciuti come Spriggan (o Striker).

## Media

### Manga
Scritto da Hiroshi Takashige e disegnato da Ryōji Minagawa, Spriggan è stato serializzato sulla rivista shōnen Weekly Shōnen Sunday di Shōgakukan dal 22 febbraio al 6 dicembre 1989. Il manga è stato poi trasferito su Shōnen Sunday Zōkan (rinominato Shōnen Sunday Super nel 1995), dove è stato serializzato dal 15 agosto 1992 al 5 febbraio 1996. I capitoli sono stati raccolti in undici volumi tankōbon pubblicati dal 18 giugno 1991 al 18 giugno 1996, con ristampe in otto volumi dal 18 aprile 2001 al 18 giugno 2002, e dal 15 giugno 2006 al 13 gennaio 2007. Le ristampe includono le storie inedite First Mission e Gold Rush rispettivamente nel primo e nell'ultimo volume. I volumi originali sono stati ripubblicati in un'edizione a tre cofanetti, che include illustrazioni inedite precedentemente. Il primo cofanetto (che comprende i primi quattro volumi) è stato pubblicato il 18 aprile 2022. Il terzo cofanetto comprende il dodicesimo volume, che contiene le storie First Mission e Gold Rush, ed è stato pubblicato il 17 giugno 2022.
In Nord America, la serie è stata inizialmente concessa in licenza da Viz Media, con il titolo Striker, e serializzata su Manga Vizion. Tre volumi sono stati pubblicati dal 5 novembre 1998 al 6 maggio 1999, prima che l'azienda ne interrompesse l'ulteriore traduzione. Nel febbraio 2022, Seven Seas Entertainment ha annunciato di aver acquisito i diritti per pubblicare la serie in inglese, con il titolo originale. Ha pubblicato la serie in quattro volumi dal 16 giugno 2022 al 27 giugno 2023.
In Europa, due volumi sono stati pubblicati in Francia e nei territori di lingua francese da Glénat con il titolo Striker, nei Paesi Bassi da Big Balloon, undici volumi in Germania da Planet Manga, e tre volumi completi in Spagna e nei Paesi e territori di lingua spagnola da Planeta DeAgostini nel 1993 seguiti da una ristampa dal 1996 al 1997 con un'altra ristampa annunciata il 15 luglio 2021 tramite il suo account Twitter spagnolo. Insieme a Ranma ½, è stato il primo manga pubblicato in Portogallo, da Texto Editora nel 1995. In Italia la serie è stata inizialmente pubblicata da Granata Press dall'aprile 1994 al luglio 1995 all'interno della testata Zero per un totale di sei volumi, ognuno dei quali corrispondenti a metà di un numero originale. Tale edizione è stata interrotta a seguito della chiusura della casa editrice. Successivamente, Panini Comics ha pubblicato sotto l'etichetta Planet Manga la serie completa dal giugno 2000 al maggio 2001 con un formato corrispondente a quello originale. Lo stesso editore ha pubblicato una riedizione dal 19 gennaio al 29 giugno 2023.
In Asia, il manga è stato pubblicato a Hong Kong da Jade Dynasty, in Indonesia da Elex Media Komputindo, a Singapore è stato pubblicato da Chuang Yi in inglese, in Corea del Sud da Daiwon C.I., a Taiwan da Tong Li Comics, e in Thailandia da Siam Inter Comics.

#### Volumi
| Nº | Data di prima pubblicazione | Data di prima pubblicazione | Data di prima pubblicazione                                        |
| Nº | Giapponese                  | Giapponese                  | Italiano                                                           |
| -- | --------------------------- | --------------------------- | ------------------------------------------------------------------ |
| 1  | 18 giugno 1991              | ISBN 4-09-122591-8          | aprile 1994 (Granata) luglio 1994 (Granata) giugno 2000 (Panini)   |
| 2  | 9 agosto 1991               | ISBN 4-09-122592-6          | ottobre 1994 (Granata) gennaio 1995 (Granata) luglio 2000 (Panini) |
| 3  | 18 settembre 1992           | ISBN 4-09-122593-4          | aprile 1995 (Granata) luglio 1995 (Granata) agosto 2000 (Panini)   |
| 4  | 18 marzo 1993               | ISBN 4-09-122594-2          | settembre 2000                                                     |
| 5  | 10 agosto 1993              | ISBN 4-09-122595-0          | ottobre 2000                                                       |
| 6  | 18 maggio 1994              | ISBN 4-09-122596-9          | novembre 2000                                                      |
| 7  | 10 agosto 1994              | ISBN 4-09-122597-7          | gennaio 2001                                                       |
| 8  | 18 marzo 1995               | ISBN 4-09-122598-5          | febbraio 2001                                                      |
| 9  | 10 agosto 1995              | ISBN 4-09-122599-3          | marzo 2001                                                         |
| 10 | 18 marzo 1996               | ISBN 4-09-122600-0          | aprile 2001                                                        |
| 11 | 18 giugno 1996              | ISBN 4-09-122836-4          | maggio 2001                                                        |
| 12 | 17 giugno 2022              | ISBN 4-09-943108-8          | —                                                                  |

### Film
Un adattamento cinematografico del manga, utilizzando la storia dell'Arca di Noè, è stato prodotto da Studio 4°C e distribuito da Toho. Il film è stato diretto e sceneggiato da Hirotsugu Kawasaki, scritto da Kawasaki e Yasutaka Itō, e supervisionato da Katsuhiro Otomo. Hiroshi Takashige e Ryoji Minagawa hanno assistito il regista durante la produzione. Il film ha guadagnato circa 350 milioni di yen al suo debutto nelle sale giapponesi.
Il film è stato distribuito in DVD da Bandai Visual sotto l'etichetta Emotion il 25 aprile 1999. ADV Films ha distribuito il film in una versione limitata nelle sale degli Stati Uniti il 12 ottobre 2001 e in DVD in tutti i Paesi di lingua inglese al di fuori dell'Asia il 23 aprile 2002, con un'edizione speciale uscita il 15 febbraio 2005, ad eccezione di Australia e Nuova Zelanda, dove il film è stato distribuito da Madman Entertainment.
Il film è stato distribuito a Hong Kong e in alcuni altri Paesi asiatici da Neovision e pubblicato a Taiwan da Proware Multimedia International. Inoltre è stato distribuito in Germania da Anime Connection of Germany, in Russia da MC Entertainment, in Olanda da Dybex, in Italia da Dynit, in Polonia da IDG e in Svezia da Sandrew Metronome.
Spriggan è stato pubblicato in Giappone in formato Blu-ray Disc l'11 novembre 2007, con una nuova edizione il 25 luglio 2008.

### Videogiochi
Il 16 giugno 1999, FromSoftware ha pubblicato Spriggan: Lunar Verse, un adattamento videoludico per PlayStation in Giappone. Il gioco può essere giocato da uno o due giocatori. Si tratta di un gioco d'azione e avventura in 3D, che anticipa elementi di design successivamente resi popolari da giochi d'azione come la serie Devil May Cry e i moderni Ninja Gaiden.
La colonna sonora del gioco, composta da Keiichiro Segawa, Tsukasa Saito e Yuji Kanda, è stata pubblicata da Absord Music Japan e distribuita da King Records il 26 novembre 1999, per un totale di 27 tracce.
Nel settembre 2023, Sega ha annunciato un evento collaborativo con la serie per Phantasy Star Online 2: New Genesis il 18 ottobre dello stesso anno, che presentava oggetti legati a Spriggan.

### ONA
Un adattamento ONA della serie è stato annunciato nel marzo 2019. La serie è stata animata da David Production, diretta da Hiroshi Kobayashi, con Hiroshi Seko che si è occupato della composizione della serie, Shūhei Handa che ha curato il character design e Taisei Iwasaki che ha composto la colonna sonora. Shōhei Miyake è l'assistente alla regia. Inizialmente previsto per l'uscita su Netflix nel 2021, è stato rinviato al 2022 sulla piattaforma di streaming. La serie di sei episodi ha debuttato su Netflix il 18 giugno 2022, fa parte di una partnership con Netflix per avere l'anime in streaming in tutto il mondo. La sigla di apertura è Seeking the Truth feat. YAHZARAH, mentre la sigla di chiusura è Ancient Creations feat. Shing02, entrambe di Taisei Iwasaki. La serie è stata trasmessa in Giappone su Tokyo MX e Mētele dall'8 luglio al 23 settembre 2023.
Una proiezione speciale per l'ONA si è tenuta il 17 giugno 2023 al Toho Cinema Hibiya di Tokyo, dove Chiaki Kobayashi, Yohei Azakami e Mariya Ise hanno presenziato all'evento.
La colonna sonora originale, composta da Iwasaki, è stata pubblicata da Milan Records nella stessa data del debutto della serie, il 18 giugno 2022. Una guida dell'ONA è stata pubblicata il 20 luglio 2022. La guida contiene interviste al cast, allo staff e agli autori Hiroshi Takashige e Ryoji Minagawa, informazioni dettagliate sulla serie e vari artwork.
| Nº | Titolo italiano Giapponese 「Kanji」 - Rōmaji               | In onda        | In onda        |
| Nº | Titolo italiano Giapponese 「Kanji」 - Rōmaji               | Giapponese     | Italiano       |
| 1  | Il serpente di fuoco 「炎蛇」 - En ja                       | 18 giugno 2022 | 18 giugno 2022 |
| 2  | L'arca di Noè 「ノアの方舟」 - Noa no Hako bune             | 18 giugno 2022 | 18 giugno 2022 |
| 3  | La foresta del non ritorno 「帰らずの森」 - Kaerazu no mori | 18 giugno 2022 | 18 giugno 2022 |
| 4  | Berserker 「狂戦士」 - Bāsākā                               | 18 giugno 2022 | 18 giugno 2022 |
| 5  | Il teschio di cristallo 「水晶髑髏」 - Suishō dokuro        | 18 giugno 2022 | 18 giugno 2022 |
| 6  | Il regno dimenticato 「忘却王国」 - Bōkyaku ōkoku           | 18 giugno 2022 | 18 giugno 2022 |

## Accoglienza
Il 23 giugno 2022, Netflix Japan ha riferito che l'ONA di Spriggan si è classificato al primo posto della "Today's Top 10 TV Shows".
Kenneth Seward Jr. di IGN ha dichiarato che l'ONA "ha il potenziale per essere un grande anime", lodando il doppiaggio, l'azione e le premesse, ma ha commentato che "la sua natura aperta potrebbe non conquistare i nuovi arrivati", e che la sua "[i]nconsistente animazione ostacola anche quello che avrebbe potuto essere uno dei migliori anime prodotti da Netflix usciti quest'anno".